# Jules Brun
Pour les articles homonymes, voir Brun.
Jules Brun, né Jean-Samuel-Jules Brun le 12 juin 1832 à Lausanne et mort le 21 août 1898 à Lausanne, est un banquier et une personnalité politique suisse.

## Biographie
De confession protestante, originaire d'Oulens-sous-Échallens, Jules Brun est le fils de Charles Brun. Il reste célibataire. D'abord employé de bureau, il entre à la Banque Marcel avant de s'établir à son compte comme banquier en 1865. Il fait partie des promoteurs, en 1870, du chemin de fer de la Broye.

### Parcours politique
Jules Brun commence sa carrière politique en tant que membre du Parti radical-démocratique. Il est Conseiller communal de Lausanne de 1870 à 1882. Il est réélu au Conseil communal de 1886 à 1898, cette fois comme membre du Parti libéral. Conseiller municipal de Lausanne entre 1871 et 1872, il refuse en 1882 le poste de syndic de la ville. Il est député au Grand Conseil vaudois de 1871 à 1893. Il est en parallèle Conseiller aux États du 29 novembre 1880 au 4 mai 1881, Conseiller national du 22 mai 1881 au 20 octobre 1882, membre en 1884 de l'assemblée constituante nommée pour réviser la Constitution vaudoise de 1861 et Conseiller d'État radical dès le 24 août 1881 ; il y dirige le département des finances jusqu'en 1885,,.